# Курська сільська рада (Білогірський район)
Ку́рська сільська́ ра́да — адміністративно-територіальна одиниця та орган місцевого самоврядування в Білогірському районі Автономної Республіки Крим. Адміністративний центр — село Курське.

## Загальні відомості
- Населення ради: 1 541 особа (станом на 2001 рік)

## Населені пункти
Сільській раді підпорядковані населені пункти:
- с. Курське
- с. Тополівка

## Склад ради
Рада складалася з 16 депутатів та голови.
- Голова ради: Роговий Іван Григорович
- Секретар ради: Каданцева Олена Григорівна

### Керівний склад попередніх скликань
| Прізвище, ім'я, по батькові | Основні відомості                                                         | Дата обрання | Дата звільнення |
| --------------------------- | ------------------------------------------------------------------------- | ------------ | --------------- |
| Чабанов Амет Асанович       | Сільський голова, 1960 року народження, безпартійний                      | 26.03.2006   | 31.10.2010      |
| Роговий Іван Григорович     | Сільський голова, 1951 року народження, освіта вища, член Партії регіонів | 31.10.2010   |                 |

Примітка: таблиця складена за даними сайту Верховної Ради України

### Депутати
За результатами місцевих виборів 2010 року депутатами ради стали:

#### За суб'єктами висування
| Суб'єкт висування | Кількість обраних депутатів | %    |
| ----------------- | --------------------------- | ---- |
| Партія регіонів   | 11                          | 68,8 |
| Самовисування     | 5                           | 31,3 |

#### За округами
| № округу        | Прізвище, ім'я, по батькові     | Дата визнання обраним | Освіта  | Партійна приналежність | Відомості про обраного депутата           |
| --------------- | ------------------------------- | --------------------- | ------- | ---------------------- | ----------------------------------------- |
| Партія регіонів |                                 |                       |         |                        |                                           |
| 1               | Ісаєва Тетяна Сергіївна         | 04.11.2010            | середня | член Партії регіонів   | пенсіонер                                 |
| 2               | Бондаренко Анатолій Олексійович | 04.11.2010            | середня | член Партії регіонів   | приватний підприємець                     |
| 3               | Єлуніна Валентіна Вікторівна    | 04.11.2010            | вища    | член Партії регіонів   | приватний підприємець                     |
| 4               | Ніфонтова Катерина Лук'янівна   | 04.11.2010            | вища    | член Партії регіонів   | Курська сільська рада, касир              |
| 5               | Абібуллаєва Зеліха Шаібівна     | 04.11.2010            | вища    | член Партії регіонів   | Курська сільська рада, головний бухгалтер |
| 7               | Каданцева Олена Григорівна      | 04.11.2010            | вища    | член Партії регіонів   | Курська сільська рада, секретар           |
| 9               | Григорчук Микола Борисович      | 04.11.2010            | вища    | член Партії регіонів   | приватний підприємець                     |
| 10              | Гришко Галина Олександрівна     | 04.11.2010            | вища    | член Партії регіонів   | приватний підприємець                     |
| 11              | Шутко Лілія Володимирівна       | 04.11.2010            | вища    | член Партії регіонів   | Курський сількомунхоз, директор           |
| 12              | Дубіна Віктор Анатольович       | 04.11.2010            | середня | член Партії регіонів   | пенсіонер                                 |
| 14              | Дроздова Тетяна Вікторівна      | 04.11.2010            | вища    | член Партії регіонів   | Курська сільська рада, землевпорядник     |
| Самовисування   |                                 |                       |         |                        |                                           |
| 6               | Аметов Джафер Решатович         | 04.11.2010            | середня | позапартійний          | тимчасово не працює                       |
| 8               | Родіонов Володимир Павлович     | 04.11.2010            | вища    | член Партії регіонів   | приватний підприємець                     |
| 13              | Логінова Дар'я Євгенівна        | 04.11.2010            | середня | член Партії регіонів   | домогосподарка                            |
| 15              | Ляшенко Василь Васильович       | 04.11.2010            | середня | член Партії регіонів   | ПП «Стальцентр», зварник                  |
| 16              | Долгополов Олександр Дмитрович  | 04.11.2010            | середня | позапартійний          | пенсіонер                                 |